# Eriopyga sublecta
Eriopyga sublecta är en fjärilsart som beskrevs av Dyar 1910. Eriopyga sublecta ingår i släktet Eriopyga och familjen nattflyn. Inga underarter finns listade i Catalogue of Life.